# Retriever de Nueva Escocia
El Retriever de Nueva Escocia —en inglés: Nova Scotia Duck Tolling Retriever— es una raza de tamaño mediano de perro de caza, criado principalmente para recuperar presa. Es el más pequeño de los perros perdigueros, y con frecuencia se confunde con un  Golden retriever de menor tamaño. Recibe su nombre debido a su capacidad para atraer a las aves acuáticas dentro del rango de disparo. La raza se originó en el suroeste de Nueva Escocia, Canadá, donde fueron utilizados para la caza de patos con reclamos vivos y recobro. Esta raza de perro cobrador estaba en peligro de extinción hasta que se recuperó gracias a la labor de criadores canadienses y escandinavos.

## Historia
La raza fue desarrollada a principios del siglo XIX, en la comunidad de Little River Harbour en el condado de Yarmouth, Nueva Escocia, para las aves acuáticas de reclamo. La raza fue originalmente conocida como Little River Duck Dog o Yarmouth Toller. Sus orígenes exactos no se conocen, pero parece que algunos perros tipo spaniel y setter, junto con perros de tipo retriever y collie de granja pueden haber entrado en la mezcla. También podría compartir orígenes con el más pequeño Kooikerhondje, que tiene un método similar de trabajo.
El Novie fue admitido oficialmente en el Canadian Kennel Club en 1945, declarado como el perro de la provincia de Nueva Escocia en 1955. La raza ganó el reconocimiento nacional en 1980, cuando se otorgaron «Mejor de la exposición» a dos retrievers de Nueva Escocia durante un campeonato que incluyó muchas razas. El 11 de junio de 2001, fue aprobado para admisión en la clase miscelánea del American Kennel Club y se le concedió el pleno reconocimiento en el grupo deportivo el 1 de julio de 2003.

### Uso en la cacería
Los Novies se conocen por su capacidad de tentar o atraer a las aves acuáticas dentro del rango de disparo, llamado «señuelo o reclamo». El cazador se queda oculto en un escondite y envía al perro a retozar y jugar cerca del agua, por lo general arrojando una pelota o un palo a recuperar. La apariencia del perro es similar a la de un zorro. Su actividad inusual y marcas blancas despierta la curiosidad de los patos y gansos, que nadan a investigar.
Cuando las aves están cerca, el cazador llama al perro de vuelta al escondite, a continuación se incorpora poniendo en fuga a los pájaros, lo que le permite un tiro. El Novie a continuación, recupera las aves abatidas. Son particularmente adecuados para la recuperación de agua en climas fríos debido a su doble capa repelente al agua.

## Descripción

### Apariencia
Confundido a menudo con un Golden retriever pequeño, pero el Novie es más activo, tanto física como mentalmente. De acuerdo con el estándar de la raza, debe ser atlético y musculoso, compacto, de huesos medios, equilibrado y potente. El pecho es profundo. Los jueces en conformación requieren que el perro sea capaz de recuperar, y las fallas físicas que inhiben su capacidad de trabajo están fuertemente penalizadas. Debe ser de moderada estructura, una falta de sustancia o una estructura pesada son penalizadas por los jueces, ya que se desvirtúa el tipo y la agilidad. Las piernas son fuertes, sólidas y tiene las patas palmeadas.
Quienes crían Novies para las muestras de conformación, consideran que la cabeza —de corte limpioy ligeramente con forma de cuña— es una característica importante, y creen que debe parecerse a la de un zorro sin ser gruesa o ancha como la de un Golden retriever. Las orejas son triangulares y de inserción alta, llevadas atrás del cráneo. La cola es muy peluda y el perro la sostiene con garbo cuando está excitado o en movimiento.
Fue criado para recuperar de las aguas heladas y debe tener una doble capa de pelaje repelente al agua. La capa externa es de longitud media y tersa, mientras que la capa interna es densa y suave. El manto puede tener una ligera ondulación en la parte de atrás, pero aparte de eso es recto y liso. Algunos pelajes de invierno puede formar rizos largos y sueltos en el cuello. El pelo en el hocico es corto y fino. Peleche estacional es de esperar.

### Temperamento
Los Retriever de Nueva Escocia son perros muy inteligentes, alerta, y de energía alta. Tienden a ser muy cariñosos con miembros de la familia y son conocidos por ser pacientes con los niños. Algunos perros pueden ser reservados en situaciones nuevas, pero la timidez en ejemplares adultos se considera un defecto. Sobresalen en varios tipos de competiciones, como el agility y obediencia.
Requieren de socialización adecuada y temprana. Son perros de trabajo y son más felices cuando tienen un trabajo que hacer, por lo que necesitan estimulación física (ejercicio) y mental (entrenamiento) las cuales deben ser proporcionadas diariamente, ya que pueden llegar a manifestar conductas o actitudes destructivas cuando no se ejercitan lo suficiente o son dejados solos por mucho tiempo. La norma racial establece que «el perro debe tener un fuerte impulso de recuperación, intensa atracción hacía las aves de presa,  resistencia y amor por el agua».

## Salud
En 2002 el club de la raza canadiense realizó una encuesta para descubrir qué enfermedades y trastornos se presentan en la población. El estudio contó con la participación de 1.180 propietarios de Novies en todo el mundo. Los datos que se obtuvieron fueron que el 73% de animales reportaron un excelente estado de salud y un total de 7.5% reportaron salud deficiente o mala. El 12% (141 perros) fue reportado que murieron a la edad promedio de 6,4 años. La causa más común de muerte fue el cáncer, reportado en 25% de las muertes, mientras que la segunda causa más común de muerte fue por edad avanzada con un 9% del total.
Por lo general son resistentes. Sin embargo, como casi todas las razas de perros, ciertos trastornos genéticos se producen en la raza que se atribuye a un grupo relativamente pequeño de genes. El club finlandés establece que los mayores problemas de salud en la raza están relacionados con el sistema inmunitario. Pueden ser afectados por problemas de los ojos y displasia de cadera.
Atrofia progresiva de retina (PRA) afecta a alrededor del 7% de Novies con un estimado del 40% de portadores. El tipo de PRA asociada con la raza es conocido como Ojo cereza. La enfermedad hace que las células en la retina se degeneren y mueran, causando ceguera nocturna primero y finalmente ceguera completa. Anomalía del ojo del collie se estima que tiene una tasa de portadores de 5% y una tasa de afectados de 0,5%. Por lo general sólo causa una visión levemente afectada, pero en los casos más graves puede conducir a hemorragias y desprendimientos que resulta en ceguera retinal.
Los problemas de tiroides también han sido identificados por los criadores americanos como una cuestión prioritaria, junto con la epilepsia y la displasia de cadera. Uno de cada seis perros pueden tener tiroiditis autoinmune. Los síntomas de problemas de tiroides incluyen: aumento de peso, problemas de la piel y del pelaje, incluyendo la pérdida de pelo, debilidad, intolerancia al frío o infertilidad.
La enfermedad de Addison afectó al 1% de perros en una encuesta de salud, con una tasa de incidencia 10 veces mayor que la población general canina. La tasa como portador se estima en el 18%. Esta enfermedad también se considera un tema importante en la raza. Los síntomas pueden incluir: letargo, disminución del apetito, vómitos, debilidad, diarrea, temblores, aumento del consumo de agua y de la micción. Hay pruebas de salud disponibles tanto para enfermedades de los ojos como para la tiroiditis autoinmune. Un examen para la enfermedad de Addison está disponible, pero es sólo para una forma de la enfermedad y hay otras formas que también afectan a la raza.

## En acción

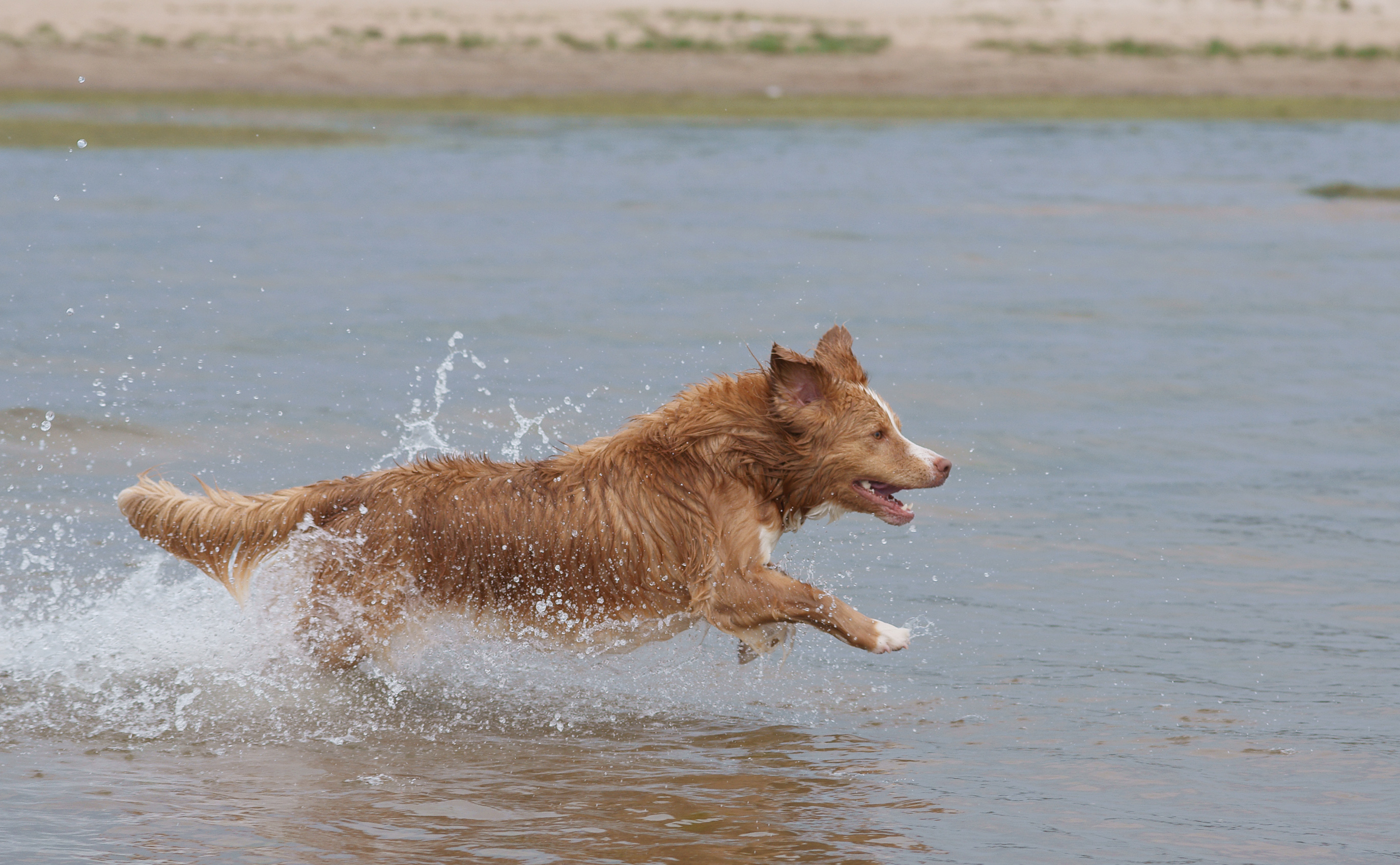
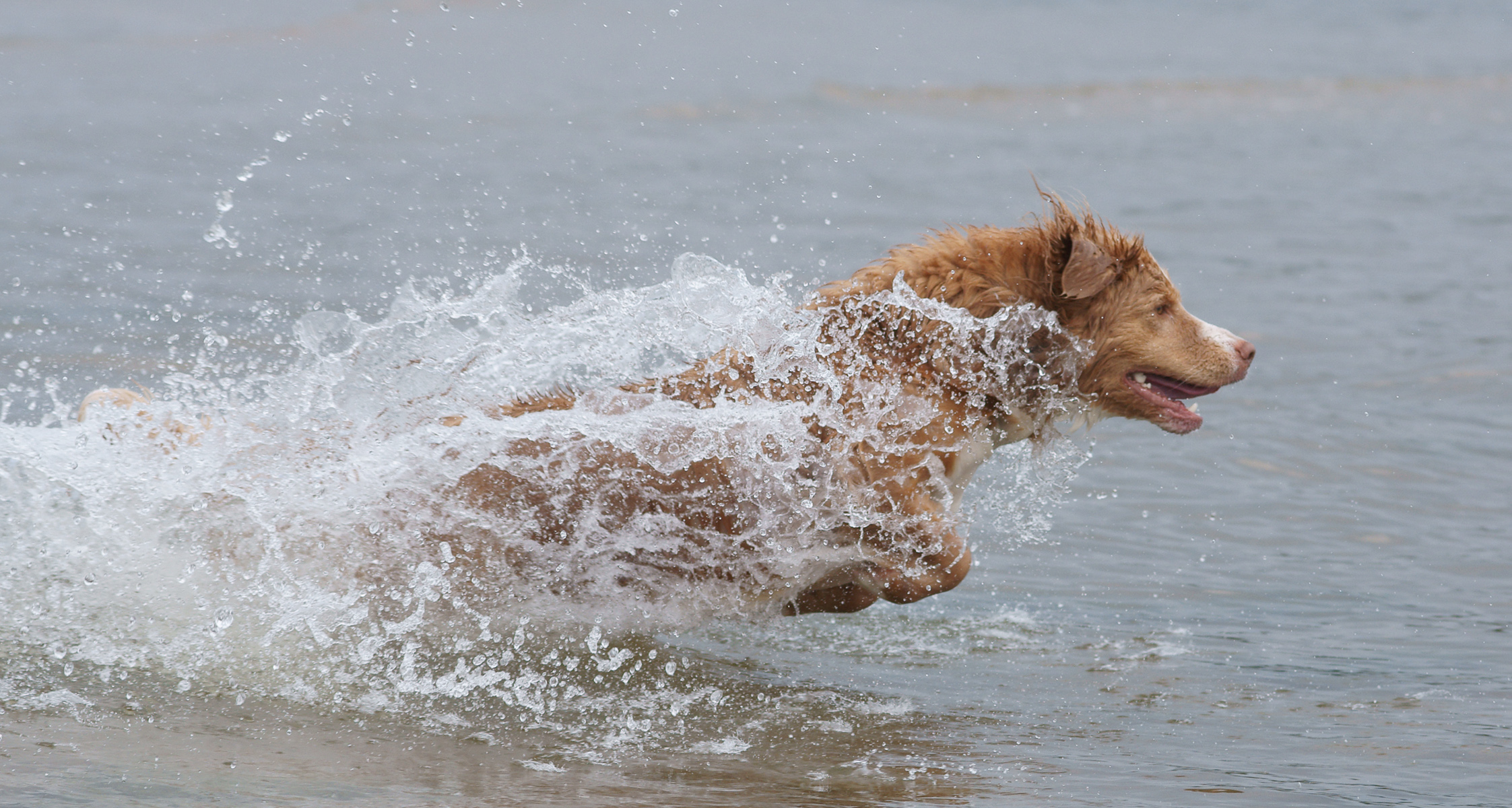
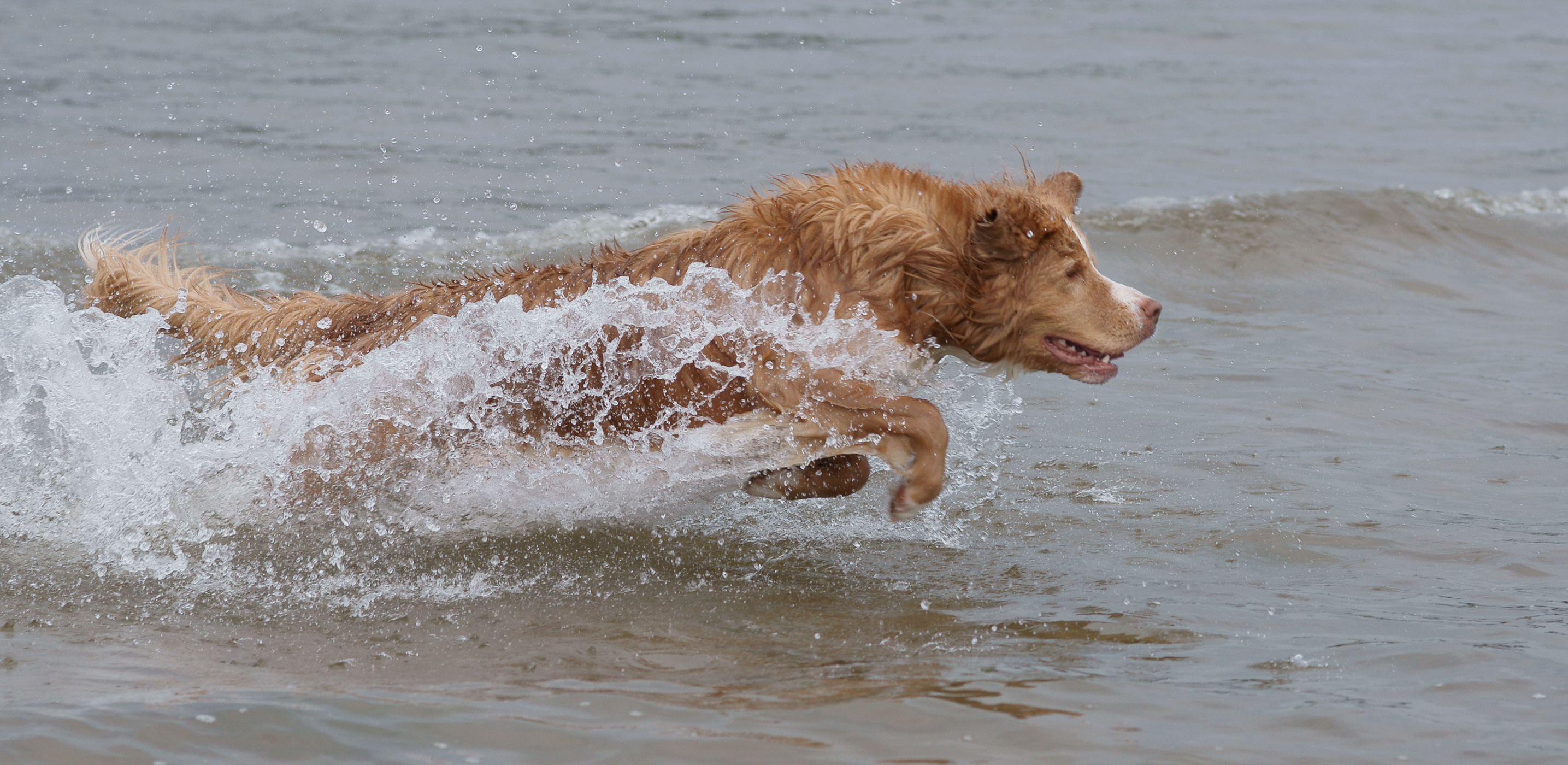
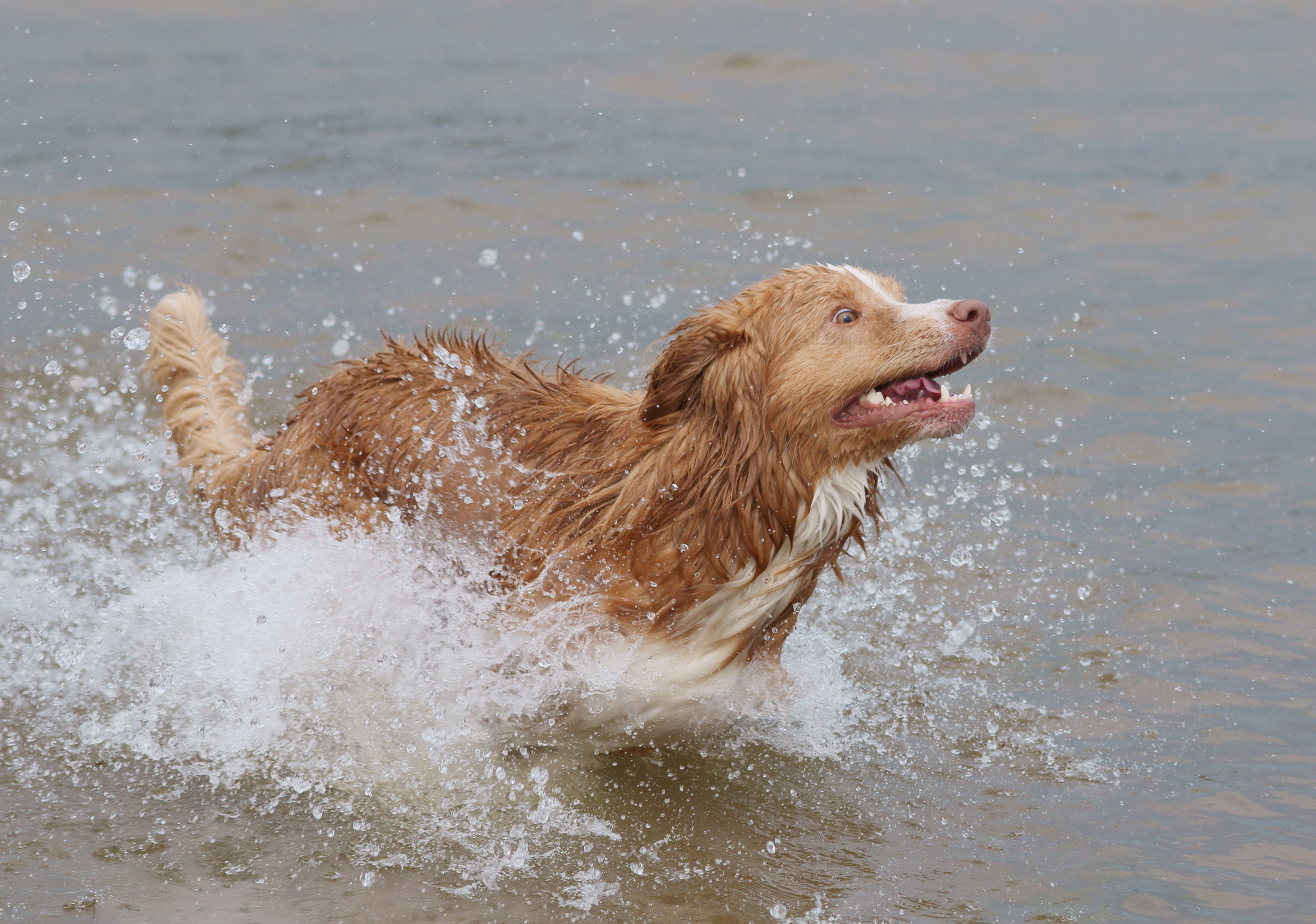
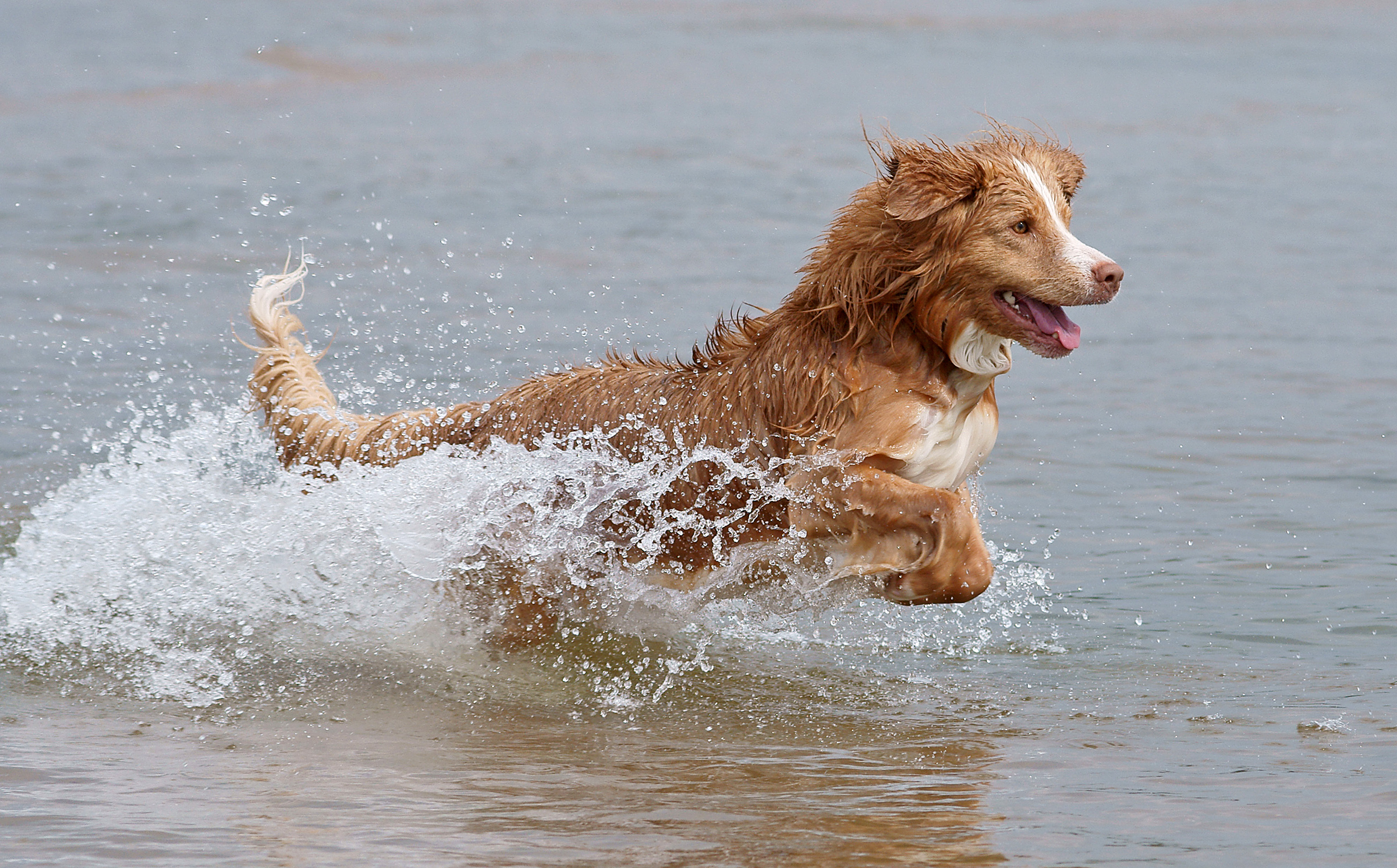
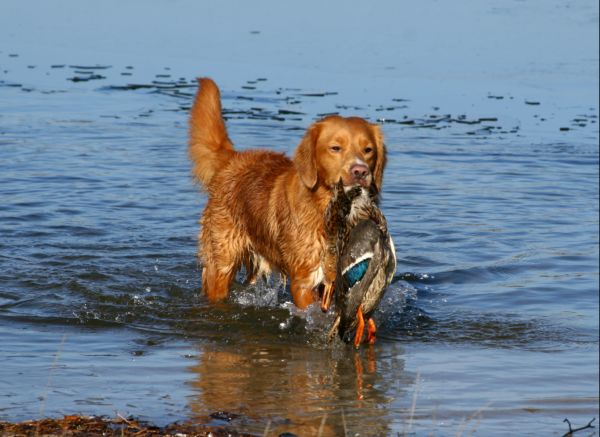